# Məmmədhəsən Hacınski

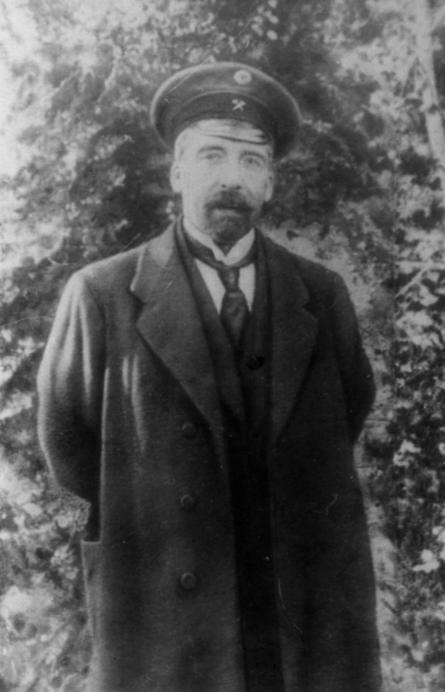
Məmmədhəsən Hacınski

Məmmədhəsən Hacınski (aserbaidschanisch Məmmədhəsən Cəfərqulu oğlu Hacınski; eingedeutscht Mämmäd Hasan Hadschinski; * 3. März 1875 in Baku, Gouvernement Baku, Russisches Kaiserreich; † 9. Februar 1931 in Tiflis, Georgische SSR, UdSSR) war ein aserbaidschanischer Architekt und Staatsmann. Er war Außenminister und letzter Premierminister der Demokratischen Republik Aserbaidschan (DRA).

## Werdegang
Hacınski absolvierte 1902 die Staatliche Technologische Universität St. Petersburg. Danach arbeitete er als Ingenieur in der Ölraffinirie des aserbaidschanischen Industriellen Şəmsi Əsədullayev (Schamsi Asadullayev) in Moskau. 1908 kehrte er nach Aserbaidschan zurück und wirkte an Neugestaltungsplänen von Baku mit, die vom ehemaligen Oberbürgermeister und dem städtischen Baudirektor Nikolaus von der Nonne entworfen worden waren. 1912 veröffentlichte Hacınski ein Buch über den Umbau von Bakuer Straßen, um diese attraktiver zu machen. 1913 leitete er die Stadtverwaltung von Baku. Besondere Aufmerksamkeit schenkte er dabei dem Palast der Schirwanschahs und sprach von der Notwendigkeit, den historischen Stadtkern zu rekonstruieren. Von 1902 bis 1917 war er Mitglied der Bakuer Stadtduma.
Hacınski gehörte 1904 neben Məhəmməd Əmin Rəsulzadə zum Gründerkreis von Hümmət (Hummat), der ersten muslimisch geprägten sozial-demokratischen Partei. Diese hatte zum Ziel, die Alphabetisierung unter Muslimen des Russischen Reiches zu fördern. Zudem war Hacınski in der Führungsriege der muslimischen Bildungsgesellschaft „Nicat“ (Nidschat) vertreten und galt als eines der ersten Mitglieder von Müsawat, der ersten politischen Partei Aserbaidschans. 1917 hielt Hacınski die Eröffnungsrede beim Kongress der Muslime Kaukasiens, der in Baku stattfand. Im Oktober desselben Jahres wurde er auf dem ersten Parteitag in den Vorstand von Müsawat gewählt.

## Politische Laufbahn
Vom November 1917 bis Ende März 1918 bekleidete Hacınski sein erstes politisches Amt als stellvertretender Minister für Handel und Industrie des Transkaukasischen Kommissariats. Als Müsawat-Mitglied gehörte er zu den Hauptvertretern der Transkaukasischen Demokratisch-Föderativen Republik bei den Gesprächen mit dem Osmanischen Reich auf den Friedenskonferenzen von Trabzon (März–April 1918) und Batumi (11.–26. Mai 1918).
Mit der Gründung der DRA am 28. Mai 1918 wurde Hacınski zum ersten Außenminister des Landes ernannt. Ein halbes Jahr später wurde er zum Finanzminister. Als Mitglied der von Əlimərdan bəy Topçubaşov geführten aserbaidschanischen Delegation nahm Hacınski an der Pariser Friedenskonferenz 1919. Nach seiner Rückkehr beteiligte er sich (gemeinsam mit Fətəli Xan Xoyski) in Tiflis an armenisch-aserbaidschanischen Friedensgesprächen über die Beilegung von Territorialstreitigkeiten zwischen beiden Ländern.
Im Februar 1920 rückte Hacınski zum Minister für Handel und Industrie der DRA. Doch das Vorrücken der Roten Armee an die nördlichen Grenzen der jungen Republik löste eine schwere Regierungskrise aus. Am 30. März wurde Hacınski vom Parlament zum Premierminister berufen und mit der Regierungsbildung beauftragt, was ihm jedoch trotz mehrmaliger Versuche nicht gelang. Kurz vor der Machtergreifung der Bolschewiki in Aserbaidschan am 28. April 1920 verließ er die Reihen der Müsawat-Partei und schloss sich der Kommunistischen Partei Aserbaidschans an.
Nach der Etablierung der Sowjetmacht in Aserbaidschan arbeitete Hacınski im Landwirtschaftsrat des Landes. Ab 1923 fungierte er als stellvertretender Vorsitzender des Transkaukasischen Staatsplanungsausschusses.

## Tod
Hacınski wurde am 3. Dezember 1930 auf Befehl von Lawrenti Beria in Tiflis festgenommen. Im Gefängnis erkrankte er kurze Zeit später an Tuberkulose. Den Ermittlungsunterlagen zufolge soll er dabei gefoltert worden sein. Am 9. Februar 1931 beging Hacınski Selbstmord. Er wurde auf dem muslimischen Friedhof von Tiflis (das heutige Pantheon der berühmten Aserbaidschaner im Botanischen Garten) beigesetzt.